# Norberto Sopranzi
Norberto Sopranzi (Genova, 27 novembre 1904 – Genova, 9 giugno 1985) è stato un saggista, drammaturgo, scrittore, educatore, italiano.
Uomo di cultura e formazione umanistica non si piegò al regime fascista. Gli venne offerta la cattedra di letteratura italiana all'Università di Bologna ma, una volta scoperte le sue idee, non ricevette l'incarico, anzi gli vennero annullati i titoli di studio. Finita la guerra e riconosciute le sue lauree, formò una compagnia teatrale e rappresentò con successo alcune delle sue opere. Mise in atto l'ergoterapia formando un gruppo teatrale costituito esclusivamente da malati mentali, che recitavano testi scritti da loro e dallo stesso autore nel teatro proprio del manicomio. Dopo trentasette anni approdò all'insegnamento alla scuola media “Pier Maria Canevari” di Genova.

## Biografia
Nacque a Genova il 27 novembre 1904 dall'ingegnere Pietro Sopranzi e da Aida Brunelli, donna religiosa che ne curò la formazione cristiana mentre il padre, di idee repubblicane, quella civile. Sin da giovane lavorò in una tipografia per mantenersi agli studi. Aderì all'Azione Cattolica e si impegnò politicamente iscrivendosi al Partito Popolare. Fu tra i fondatori del Manipolo Poveri Camminatori di Sestri, senza nascondere i propri ideali antifascisti. Quattordicenne, su invito del direttore del Corriere dei Piccoli Silvio Spaventa Filippi, iniziò la collaborazione col giornale pubblicando sue novelle. Frequentò il liceo classico e s'iscrisse alle facoltà di Lettere e di Filosofia entrando a far parte, con lo pseudonimo di DIOGENE, della redazione de Il Lavoro di Genova. Dopo la laurea gli venne offerta, a soli 24 anni, la cattedra di letteratura italiana che era stata di Giosuè Carducci e di Giovanni Pascoli all'Università di Bologna ma, denunciato al regime come oppositore dal professor Balbino Giuliano (Sottosegretario di Stato al Ministero della Pubblica Istruzione dal 1924 al 1925 e Ministro dell'Educazione Nazionale del governo Mussolini dal 1929 al 1932, che impose ai professori universitari il giuramento di fedeltà al regime), gli furono annullate le lauree e, dopo una “salutare bastonatura squadrista”, fu ricondotto a Genova per un ultimo saluto ai genitori prima di essere mandato in esilio.
Venuti a conoscenza che Sopranzi parlava correntemente francese, tedesco, inglese e spagnolo, decisero che era meglio tenerlo sotto controllo e gli imposero di partecipare al concorso di direttore dell'appena creata Tipografia della Provincia di Genova che aveva sede nel seminterrato del Padiglione 22 dell'Ospedale Psichiatrico di Cogoleto. Sopranzi vinse il concorso, ma rifiutò la tessera rimanendo avventizio per ventidue anni. Sarà lui a comporre e stampare il manifesto dell'insurrezione del 25 aprile 1945 affisso sui muri di Genova. Proprio durante quel periodo scrisse saggi teatrali che venivano censurati ma, finita la guerra, riconosciute le sue lauree, formò una compagnia teatrale e rappresentò con successo alcune delle sue opere tra le quali Capitan Dodĕ, in vernacolo genovese, definita da Pier Carlo Beretta “per novità del tema, originalità scenica, psicologia dei personaggi e vigore espressivo, uno dei più notevoli prodotti a Genova”.
Pubblicò novelle e racconti nelle pagine culturali dei principali quotidiani italiani (alcune di queste raccolte nel volume Messaggio Ingenuo edito nel 1981). Lavorando inoltre alla Tipografia della Provincia sita nel manicomio, mise in atto l'ergoterapia, ovvero il metodo terapeutico per malattie mentali consistente in un'attività lavorativa. Fondò così una rivista chiamata Questo nostro Ambiente, scritta, illustrata e stampata dai malati di mente, che ogni mese raggiungeva gli ospedali psichiatrici raccogliendo apprezzamenti dagli studiosi nell'ambito della psichiatria. Contemporaneamente formò un gruppo teatrale, sempre composto dai pazienti, che recitavano testi scritti da loro e del Sopranzi nel teatro del manicomio. Su suo invito, alle rappresentazioni faceva assistere personaggi come Luigi Squarzina, Lina Volonghi, Tino Carraro, Luigi Vannucchi, Ferruccio De Ceresa.
Dopo trentasette anni lasciò la direzione della Tipografia della Provincia per approdare all'insegnamento alla scuola media Pier Maria Canevari in viale Bernabò Brea, a Genova, dove fu anche animatore di giornalismo scolastico. Diede vita all'interno della scuola a una tipografia in cui gli studenti, di concerto con i docenti, dopo aver scritto saggi sugli argomenti più vari potevano stamparli e creare così il Notiziario scolastico, rivista mensile che per prima approdò nelle scuole medie italiane ottenendo critiche positive. Alcune copie del periodico si trovano presso la Biblioteca Nazionale di Firenze.
Nel 1981 pubblicò Messaggio ingenuo, una raccolta parziale dei suoi lavori pubblicata dall'editore Sabatelli e dedicata al figlio sacerdote (A Bruno, mio figlio, “ragazzo” di Cristo consacrato in eterna giovinezza a testimoniare il “discorso della Montagna”). In quest'opera l'autore raccoglie alcuni dei suoi saggi pubblicati nella “terza pagina” di quotidiani genovesi: Palonza – La luce verde (Il Secolo XIX); La cicala, La nostra valle, Trebbiatura (Corriere del Pomeriggio); Raialà (Nuovo Cittadino); Il grano bruciato (Corriere Mercantile); La Perla, Gli occhi più belli del mondo, Ninna Nanna, Il campanaccio (dal settimanale La Domenica, Milano). Dal Notiziario Scolastico vengono riportati il racconto Volo per Atene e due lavori teatrali: Capitan Dodĕ e Un memorabile giorno d'Aprile.
Nel 1974 fu collocato in pensione. Si era sposato il 3 maggio 1947 con Erica Cavallero e avevano avuto tre figli: Pietro, Elisabetta, Bruno. Morì il 9 giugno 1985.

## Dedicati a Norberto Sopranzi

### Circolo Culturale Norberto Sopranzi
Fondato il 20 ottobre 1987 da un gruppo membri dell'Associazione Libertas di Genova per iniziativa di Domenico Pellegrini, con la finalità di "svolgere un'attività culturale e sportiva in sede locale anche mediante un'opera di raccordo tra l'attività di altre associazioni aventi finalità analoghe", tra le attività svolte:
- La Giornata Storica Pegliese, giunta alla sua XXVII edizione, organizzata dal 1992 da Antonio Marani
- Allestimento di mostre di pittura, documentarie e fotografiche
- Organizzazione di Convegni

Dal 2005 al 2106 ne è stata presidente A. Cristina Pizzorno, poi Antonio Marani sino al 2021, poi Iris Alemano.

### Molo Norberto Sopranzi
Sul lungomare di Genova Pegli, all'altezza di Via Mulinetti di Pegli. L'inaugurazione della targa a ricordo è avvenuta il 14 giugno 2008, all'interno della XVIII Giornata Storica Pegliese..

### Asilo Infantile Norberto Sopranzi
La cerimonia di inaugurazione della targa a ricordo è avvenuta il 2 dicembre 2008, alla presenza di Don Bruno Sopranzi ed Elisabetta Sopranzi, di autorità civili e religiose.

## Opere
- La voce dell'uomo: Bozzetto drammatico in un atto, Sestri Ponente, Tip. Calderer e Manera, 1924.
- La casa di Giobbe: [con] 66 fotogrammi di Enrico Menczer diretti dall'autore, Genova, Tip. Z. Fanetti Edizioni del Maroso, 1949.
- Notiziario Scolastico, Genova, Scuola M.S. P.M.Canevari, 1969-1976.
- Messaggio Ingenuo - alla ricerca dell'eterno ‘ ragazzo' che è in noi tutti, Genova, Sabatelli Editore, 1981.